# Þríhyrningur (bergstopp)
Þríhyrningur är en bergstopp i republiken Island. Den ligger i regionen Västlandet, 120 km nordväst om huvudstaden Reykjavík. Toppen på Þríhyrningur är 1 191 meter över havet.
Þríhyrningur är den högsta punkten i trakten. Närmaste större samhälle är Ólafsvík, nära Þríhyrningur. Trakten runt Þríhyrningur består i huvudsak av gräsmarker.